# Моделіст-конструктор
Моделіст-конструктор (рос. Моделист-конструктор) або скорочено MK — популярний російський науково-технічний журнал. До 1966 р. називався «Молодий моделіст-конструктор». Видається з серпня 1962 року. У кожному номері журналу публікуються креслення та описи широкого спектра конструкцій: діючих (в т. числі радіокерованих) моделей літаків, суден, автомобілів; побутової техніки, саморобних мікроавтомобілів, аматорських літаків, матеріали з історії технологій та аматорських рухів конструкторів. Авторами журналу є відомі спортсмени-авіамоделісти, винахідники та дизайнери, любителі технологій та народні майстри.

## Історія
Перший випуск журналу під назвою «Молодий моделіст-конструктор» був випущений в серпні 1962 під наставництвом знаменитих А.Туполєва, С.Іллюшина з, а також космонавта Юрія Гагаріна. До року, 1965 (альманах) виходив нерегулярно, всього було опубліковано 13 видань. З 1966 року він став щомісячним, доступним по абонентській передплаті та змінив свою назву на «Моделіст конструктор». Журнал був єдиним виданням в СРСР по технічній творчості. Основна відмінність журналу від видань «Юный техник» і «Техника молодежи» була в тому,  що в ньому публікувались матеріали для практичного моделізму з кресленнями, описами реальних моделей та техніки, схемами радіосистем керування моделями тощо.
З 1995 року з окремих рубрик виросли самостійні журнали-додатки «Авіаколлекція», «Морська колекція», «Технохоббі», «Бронеколлекція». З 1996 року почав виходити додаток — «Майстер на всі руки».

## Значення
Журнал сприяв розвитку і поширенню технічної творчості серед населення, а також популяризації таких видів спорту та моделювання, як авіамоделізм, картинг, баггі, трасовий моделизм, самодіяльне автобудування, аматорське конструювання планерів і надлегких літаків, веломобілів і одномоторної техніки, засобів малої механізації для садів та городів.  

## Рубрики
- «Суспільне конструкторське бюро»
- «Мала механізація»
- «Клуб домашніх майстрів»
- «На землі, в небесах і на морі»
- «Авіалітопис»
- «Сторінки історії»
- «Морська колекція»
- «Бронеколлекція»
- «У світі моделей»
- «Ради моделістові»
- «Електроніка для початківців»
- «Комп'ютер для вас»

## Дивись також
- журнал Моделіст
- Моделізм
- Радіокерований вертоліт